# Societat de classificació
En la indústria de navegació, les  Societats de Classificació  són organitzacions no governamentals o grups de professionals amb l'objectiu de promoure la seguretat de la vida humana i propietats (vaixells i plataformes offshore) així com la protecció de l'entorn natural marí. Això s'aconsegueix gràcies al desenvolupament de Regles de Classificació, la confirmació que el disseny dels vaixells compleix amb aquestes regles, la inspecció dels vaixells durant el període de construcció i les inspeccions periòdiques per confirmar que els vaixells continuen complint les regles.
La primera Societat de Classificació va ser Lloyd's Register, originada a partir de la famosa cafeteria londinenca del segle xvii freqüentada entre d'altres per mercaders, armadors i agents d'assegurances, inclosos tots en el sector de la navegació.
Actualment hi ha més de 50 organitzacions de classificació marítima en el món, sent les tres principals la britànica Lloyd's Register, la noruega Det Norske Veritas i la nord-americana American Bureau of Shipping.
Les Societats de Classificació empren inspectors de vaixells, inspectors d'equips marins, tècnics elèctrics i enginyers o arquitectes navals, normalment localitzats en ports arreu del món.
Els vaixells o estructures marines es classifiquen d'acord amb el seu estat i al seu disseny. Les Regles de Classificació es dissenyen per assegurar un nivell d'estabilitat, seguretat, impacte ambiental, etc.
Totes les nacions requereixen que els vaixells o estructures marines que naveguin sota la seva bandera compleixin uns certs estàndards, en la majoria dels casos aquests estàndards es compleixen si el vaixell té el certificat de compliment d'un membre de l'Associació Internacional de Societats de Classificació (IACS) o una altra Societat de Classificació aprovada.
En particular, les Societats de Classificació poden estar autoritzades per inspeccionar vaixells i altres estructures marines i emetre certificats en nom de l'estat sota la bandera estiguin registrats els vaixells.

## Associació Internacional de Societats de Classificació (IACS)
L'Associació Internacional de Societats de Classificació (IACS), amb seu a Londres, representa a les deu societats de Classificació més importants del món. IACS es va fundar inicialment amb les set societats líders el 1968. Actualment els seus membres són: ABS, BV, CCS, DNV, GL, KR, LR, NK, Rina i RS.
IACS és un òrgan consultiu de l'Organització Marítima Internacional (OMI), que depèn de l'ONU, i roman com l'única organització no governamental amb títol d'observador que està autoritzada a desenvolupar i aplicar regles.

## Enllaços a Societats de Classificació
- ABS American Bureau of Shipping
- BV Bureau Veritas
- CCS Xina Classification Society
- CRS Register Brodova (Croatian Register of Shipping)[Enllaç no actiu]
- DNV Det Norske Veritas
- GL Germanischer Lloyd Arxivat 2012-06-15 a Wayback Machine.
- KR Korean Register of Shipping
- LR Lloyd 's Register
- NK Nippon Kaiji Kyokai (ClassNK)
- RINA Registre Italià Navale
- RS Russian Maritime Register of Shipping
- IRS Indian Register of Shipping